# Korkino
Korkino - Коркино (rus) - és una ciutat de l'óblast de Txeliàbinsk, a Rússia. Es troba al vessant sud-est dels Urals, a 42 km al sud de Txeliàbinsk.

## Història
Korkino fou al començament un poble fundat a la segona meitat del segle xviii. Rebé l'estatus de ciutat el 2 d'octubre de 1942. És un gran centre d'explotació de carbó. La mina de carbó a cel obert de Korkino ha donat dona més de 40 milions de tones de carbó a l'any, però la producció es va ensorrar durant el segle xxi, fins als 2,3 milions de tones.